# Фторид осмия(VIII)
Фторид осмия(VIII) — неорганическое соединение, соль металла осмия и плавиковой кислоты с формулой OsF8,
жёлтые кристаллы,
реагирует с водой .

## Получение
- Быстрое охлаждение продуктов реакции фтора и осмия:

{\displaystyle {\mathsf {Os+4F_{2}\ {\xrightarrow {250^{o}C}}\ OsF_{8}}}}

## Физические свойства
Фторид осмия(VIII) образует жёлтые кристаллы,
обладает сильными окислительными свойствами,
при попадании на кожу вызывает тяжелейшие ожоги.
Реагирует с водой.

## Химические свойства
- Реагирует с водой:

{\displaystyle {\mathsf {OsF_{8}+4H_{2}O\ {\xrightarrow {}}\ OsO_{4}+8HF}}}

## Токсичность
Фторид осмия(VIII) OsF8 (октафторид осмия) чрезвычайно ядовит, сильнейший окислитель. Также ядовиты его пары. Летуч, легко возгоняется (при температуре 47°C).